# Beestenboerderij
De Beestenboerderij (oorspronkelijke Engelse titel: Fourways Farm) is een animatieserie uit het Verenigd Koninkrijk over boerderijdieren die elke dag educatieve avonturen beleven. Beestenboerderij werd in 1993 bedacht en gemaakt door Chris Ellis. De serie telt vijfentwintig afleveringen die ieder tien minuten duren. De animatie is opgenomen in Nederland bij studio Raster in Hilversum door Engelse animatoren. De serie werd uitgezonden op Channel 4 van 1993 tot 1996.
In Nederland werd Beestenboerderij van 1994 tot 2008 door de NOT, opgegaan in Teleac, en de KRO uitgezonden.

## Dieren
| Personage                                                 | Nederlandse stemacteur/actrice |
| --------------------------------------------------------- | ------------------------------ |
| Johan de weerhaan (de verteller)                          | Paul van Gorcum                |
| Frederik de hond (een vrolijke hond, een tikkeltje naïef) | Fred Butter                    |
| Marta de koe (een aardige koe)                            | Trudy Libosan                  |
| Govert het paard (een somber paard)                       | Jan Anne Drenth                |
| Brenda de eend (een vrolijke eend)                        | Maria Lindes                   |
| Kitty de kat (een slimme kat)                             | Maria Lindes                   |
| Polle het varken (een gulzig varken)                      | Fred Butter                    |
| Uno de rat (met zonnebril)                                | Joeri Prinsenberg              |
| Duo de rat (met twee lange voortanden)                    | Paul van Gorcum                |
| Trio de rat (met een gele vacht)                          | Jan Anne Drenth                |

## Afleveringen
| Aflevering | Nederlandse titel | Originele titel          | Uitzenddatum     |
| ---------- | ----------------- | ------------------------ | ---------------- |
| 1          |                   | On Reflection            | 27 februari 1993 |
| 2          |                   | Moonstruck               | 1 maart 1993     |
| 3          |                   | Falling Upwards          | 3 maart 1993     |
| 4          |                   | Sunflowers               | 6 maart 1993     |
| 5          |                   | Three of a Kind          | 7 mei 1993       |
| 6          |                   | Who's Been Eating?       | 9 juni 1993      |
| 7          |                   | A Drop of the Hard Stuff | 10 juli 1993     |
| 8          |                   | Material Differences     | 12 augustus 1993 |
| 9          |                   | Ups and Downs            | 20 augustus 1993 |
| 10         |                   | The Sound of Music       | 26 augustus 1993 |
| 11         |                   | Floating and Sinking     | 1 januari 1994   |
| 12         |                   | Buried Secrets           | 10 januari 1994  |
| 13         |                   | Appropriate Measures     | 20 februari 1994 |
| 14         |                   | Animal Magnetism         | 26 juni 1994     |
| 15         |                   | Gauging The Weather      | 27 augustus 1994 |
| 16         |                   | Birth and Death          | 3 februari 1995  |
| 17         |                   | Paws For Thought         | 2 maart 1995     |
| 18         |                   | Snow Problem             | 6 maart 1995     |
| 19         |                   | Hot and Cold             | 30 maart 1995    |
| 20         |                   | Shadow Play              | 9 mei 1995       |
| 21         |                   | Colours                  | 1 januari 1996   |
| 22         |                   | Sickness and Health      | 6 januari 1996   |
| 23         |                   | Changes                  | 4 februari 1996  |
| 24         |                   | Four Seasons             | 5 april 1996     |
| 25         |                   | Wind And Air             | 29 augustus 1996 |